# Іво Стефаноні
Іво Стефаноні (італ. Ivo Stefanoni, 5 червня 1936) — італійський академічний веслувальник і плавець.
Олімпійський чемпіон 1956 року в складі розпашної четвірки зі стерновим, бронзовий призер 1960 року в складі розпашної четвірки зі стерновим, учасник 1964 року.
Чемпіон Європи 1957, 1958, 1961 років у складі вісімки, бронзовий призер 1956 року в складі розпашної четвірки зі стерновим.